# Fannia carbonaria
Fannia carbonaria är en tvåvingeart som först beskrevs av Johann Wilhelm Meigen 1826.  Fannia carbonaria ingår i släktet Fannia och familjen takdansflugor. Arten är reproducerande i Sverige. Inga underarter finns listade i Catalogue of Life.

## Bildgalleri

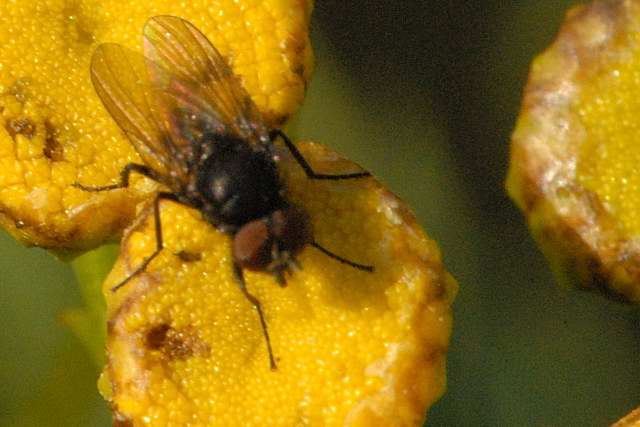
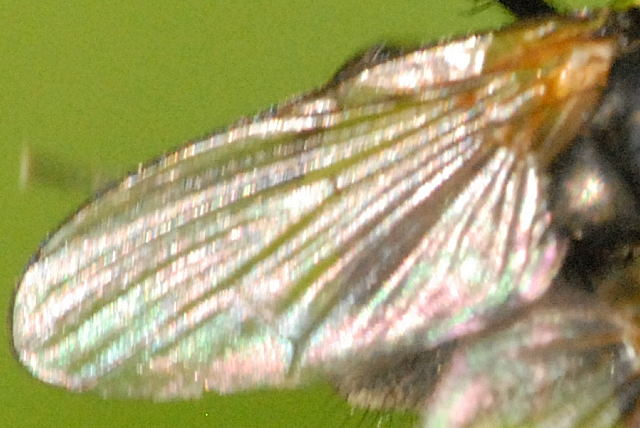